# Richard Slätt
Richard Christoffer Slätt, född 8 september 1977 i Värnamo i Jönköpings län, är en svensk journalist.
Slätt var chefredaktör för tidskriften Expo från Stieg Larssons bortgång den 9 november 2004 till våren 2006, då han efterträddes av Daniel Poohl. Han var dessförinnan redaktionssekreterare på samma tidskrift. Slätt är huvudförfattare till boken Sverigedemokraterna från insidan. Slätt kallar sig liberal.
Slätt har tidigare varit anställd på Sveriges Radio Blekinge. Han var redaktör för TV8:s Studio Virtanen med Fredrik Virtanen 2005/06. I augusti 2006 vikarierade han som ledarskribent på oberoende liberala Expressen. Idag är han ledarskribent på Smålandsposten och anställd på TV 3:s Insider på Strix Television som inslagsproducent.
Som ung i Värnamo var Slätt engagerad i Moderata ungdomsförbundet och satt i dess distriktsstyrelse samt var ordförande för Moderat Skolungdom i Småland.[källa behövs] Han är även Hammarby IF-supporter.